# Martinismo

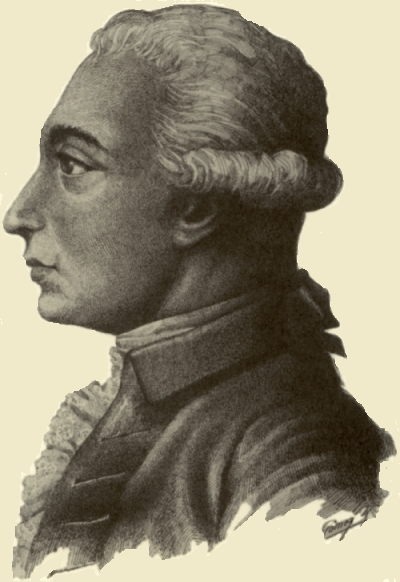
Louis-Claude de Saint-Martin, o filósofo desconhecido

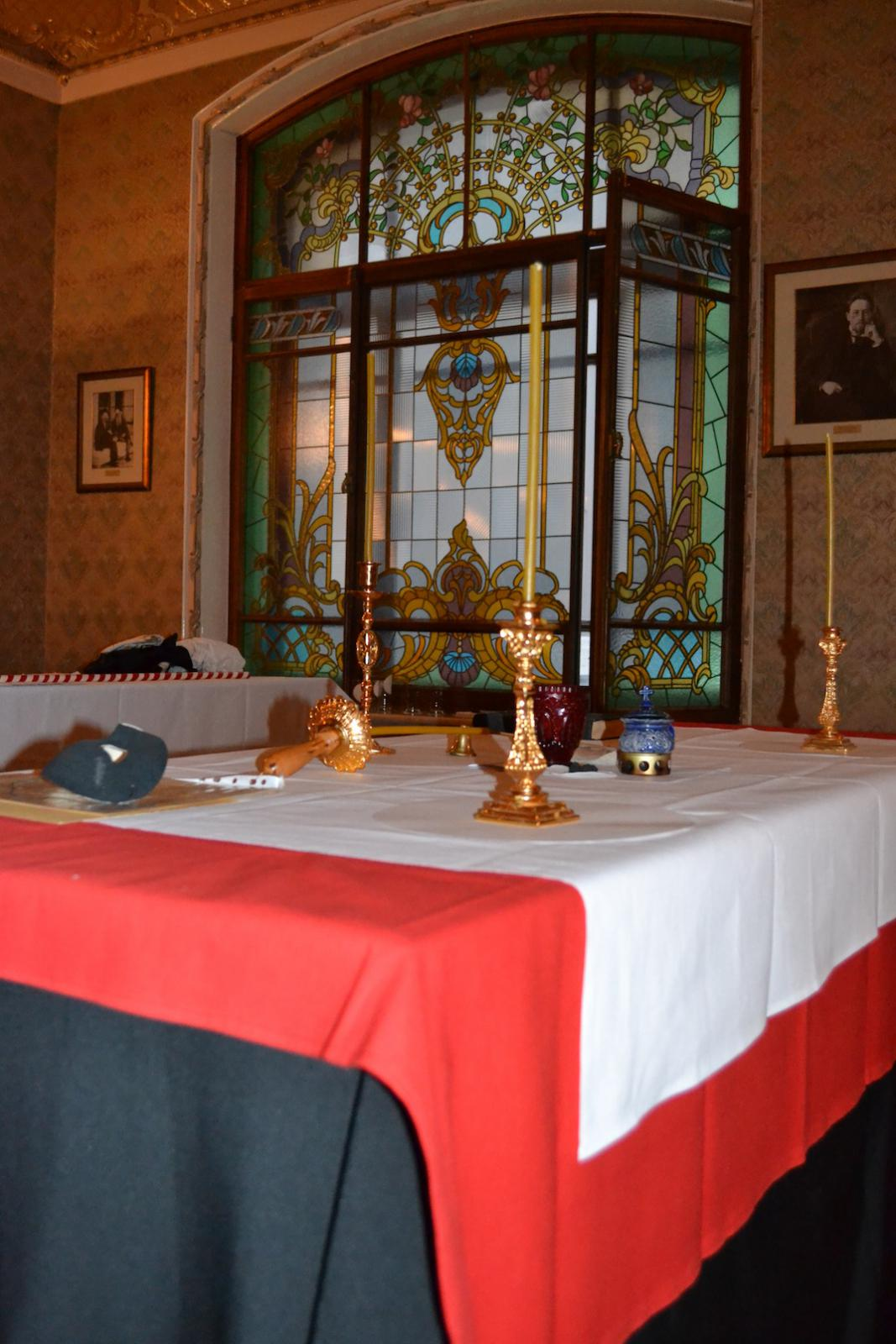

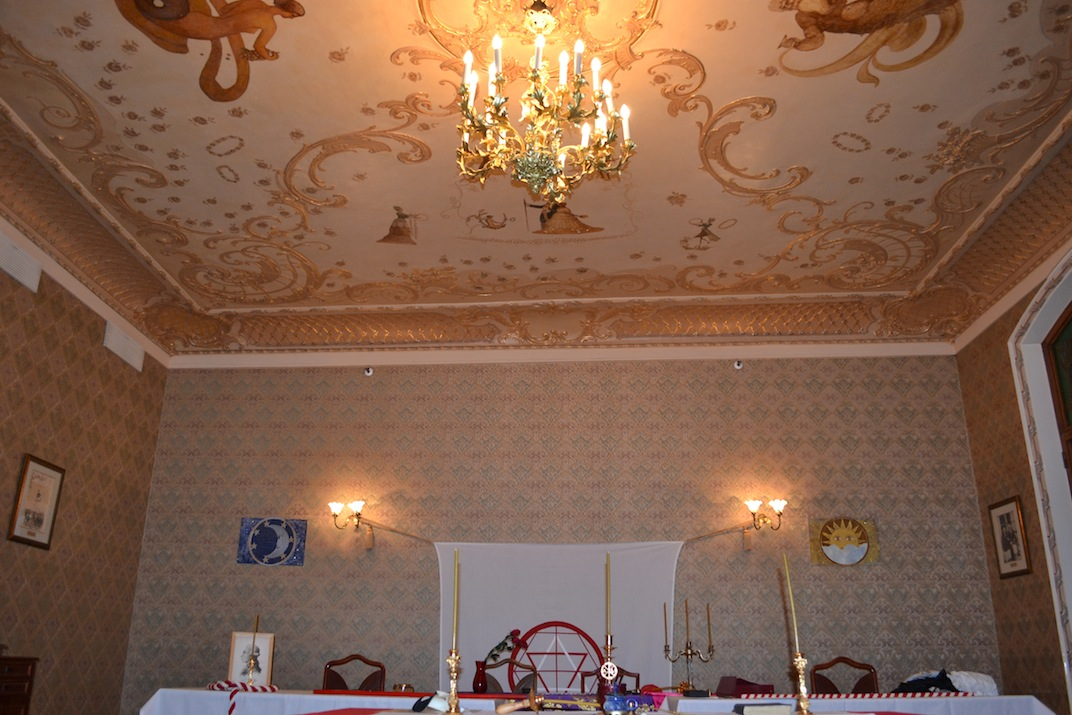

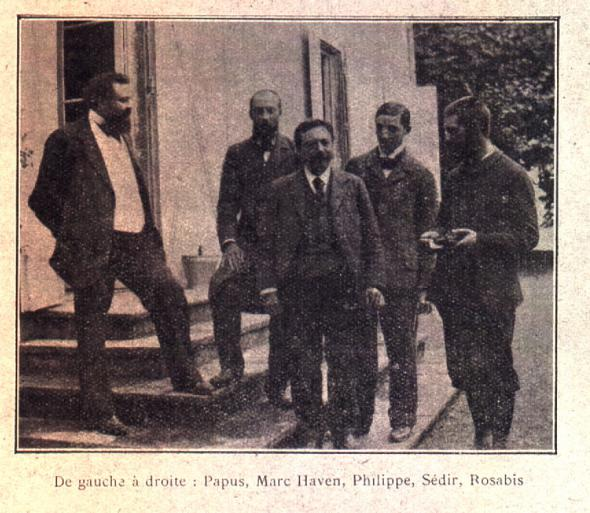

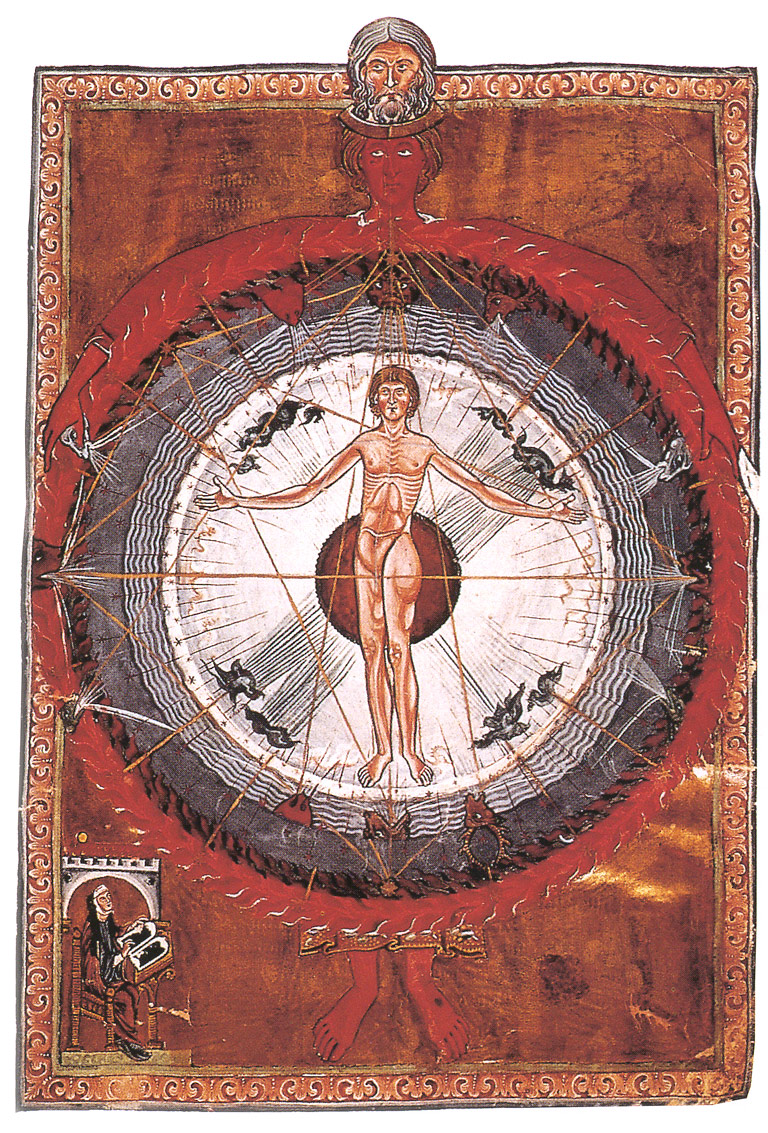

O martinismo é uma corrente maçônica de misticismo judaico-cristão, baseada nos ensinamentos de Louis-Claude de Saint-Martin (1743–1803) sobre a Queda do homem, tal como expressa no texto de Fernando Pessoa (No Túmulo de Christian Rosenkreutz), do seu estado de privação material da fonte divina, e de todo o processo de retorno à sua essência, designado por 'Reintegração' ou Iluminação. O termo é também a designação de um grau maçónico.
A escola de Martinez de Pasqually restringiu-se à Teurgia, à prática operativa, enquanto a escola de Louis-Claude de Saint-Martin estendeu-se à chamada via mística ou cardíaca.
Mais tarde, o referido Louis Claude, secretário de Pasqually, anuncia nos seus livros as fases da evolução espiritual, nomeadamente, 'Le Crocodile', 'l'Homme de Desir', 'l'Homme-Dieu', e por aí em diante. A palavra "martinismo" se refere a estes dois maçons, "Martinès de Pasqually" e "Saint-Martin", tendo sido introduzida por Papus.
Umberto Eco, no seu romance O Pêndulo de Foucault, enuncia uma grande confusão entre martinismo e martinesismo.
O propósito do movimento é, como Saint-Martin enuncia, a via cardíaca, nomeadamente, uma ascensão teúrgica, nos mistérios de iniciação da gnose cristã, partindo de bases marcadamente esotéricas. As iniciações no martinismo tomam lugar privadamente, de mestre a iniciado. Os martinistas estão, por norma, convencidos de que o seu processo de iniciação é a plantação de uma semente e que compete ao iniciado fazê-la crescer dentro de si.
Como uma tradição mística, foi primeiro transmitido através de um alto grau maçônico estabelecido por volta de 1740, por Martinez de Pasqually e, mais tarde, propagado pelos seus dois alunos, Louis Claude de Saint-Martin e Jean-Baptiste de Willermoz - o primeiro fundador de um movimento de nome, criado no século XVII-XVIII, e re-estabelecido por Papus, sob os auspícios da Ordre Kabbalistique de la Rose Croix; o segundo, fundador do Rito Escocês Retificado da franco-maçonaria.
O termo martinismo aplica-se tanto a esta doutrina particular e aos ensinamentos da Ordre Martiniste Traditionnel fundada em 1886 por Augustin Chaboseau e Papus, ele mesmo associado à dinâmica iniciática em Paris, e médico durante a primeira guerra mundial, onde viria a falecer, e membro de ordens como a Ordre Kabbalistique de la Rose Croix, a Hermetic Order of the Golden Dawn, e outras ordens similares). Este termo não foi usado por Louis-Claude de Saint-Martin, todavia. Esta confusa desambiguação tem sido um problema, desde o final do século XIX, onde martinismo teria sido usado entre Louis-Claude de Saint-Martin e Martinez de Pasqually, e os trabalhos do primeiro serem atribuídos ao segundo. A transmissão regular do martinismo para Augustin Chaboseau e Papus ainda precisa de ser melhor documentada.
O martinismo consiste na parte mística e espiritual da franco-maçonaria, devido às bases comuns dos dois movimentos, e devido ao grande número de afiliações mútuas nestas ordens por parte dos seus membros. O martinismo não deve ser confundido com a Igreja Evangélica Luterana, que tem as suas bases em Martinho Lutero.
No início, a maior parte dos movimentos martinistas era dotado de uma estrutura de três graus, cujo nome pode variar, a saber:
```
   - Associado (1.º grau)
   - Iniciado (2.º grau)
   - Superior Incógnito ("S.I.") (3.º grau)
```

Atualmente, parte dos movimentos martinistas modernos é dotada de uma estrutura de cinco graus, cujo nome pode variar, a saber:
```
   - Associado (1.º grau)
   - Iniciado (2.º grau)
   - Superior Incógnito ("S.I.") (3.º grau)
   - Superior Incógnito Iniciador ("S.I.I.") (4.º grau)
   - Superior Incógnito Iniciador Livre ("S.I.I.L. ou S.I.G.I.") (5º grau)
```

## Origem
O fundador dos Élus Coëns, Martinez de Pasqually, primeiramente ordem de Alta Iniciação Maçónica. Depois de o carácter oculto dos Elus Cohen ter sido feito público devido a algumas indiscrições, a sua Grande Loja foi proibida. Quando o governo Francês baniu a maçonaria de França em Fevereiro de 1767, Pasqually reorganizou a Ordem. Como um substituto para a Grande Loja, este decidiu em março de 1767 que o “tribunal supremo” dos Elus Cohën, então a autoridade Maçónica suprema em frança, fora então alegadamente assistida durante um Ritual Teúrgico. Como “secretário”, Pasqually nomeou em 1768, Louis-Claude de Saint-Martin em 1766. O sistema evolucionário de graus designou os donos do grau Rèau-Croix, grau mais alto, "Très Puissant Maitre". Este concerto é mais tarde encontrado entre Martinistas. Pasqually continuou a sua doutrina com elementos Gnómicos, aos quais adicionou elementos adicionais provenientes da tradição hermética, e esoterismo hebraico-cristão, como descrito na versão da Kabbalah Espanhola da Kabbala Cristã por Knorr von Rosenroths e o seu Sulzbacher Kreis.

## História
Foi sob os auspícios do St. Martin que o teósofo e ocultista Papus (Gérard Encausse) fundou a Ordem Martinista no final do século XIX. O martinismo é de uma reunião entre a teosofia e o pensamento de St. Martin.
O historiador do esoterismo Antoine Faivre escreveu que "a Teosofia é a doutrina cristã dos séculos XVI e XVII, às vezes populares e místicas, às vezes eruditas e filosóficas, representados por Paracelsus, Boehme, Weigel, Fludd, etc., e caracterizado pela reflexão análoga ou iluminação interior, experiência espiritual, as noções de emanação, do pecado original, da androginia, conhecimento, reintegração de aritmosofia, e força, especialmente dual ".
Alguns investigadores não hesitaram em dar como a fonte desse movimento irmandades herméticas do século XI. Robert Ambelain em particular cita a "Ordre des Frères d'Orient" (que foi fundada em Constantinopla em 1090) e traça a genealogia de martinismo no período alexandrino gnóstico do século V. Além disso, René Guénon escreveu a Andre Bastien a palavra Tradição (como que a "história tradicional") é geralmente usada como sinônimo de mitologia, significado ou simbolismo, não necessariamente como uma realidade histórica baseada em fatos: "Sobre isso devo dizer-lhe que os chamados Irmãos de Heliópolis são tão imaginários como os irmãos orientais ... "

## Classificação
O martinismo é uma corrente que pertence ao esoterismo judaico-cristão. Está dividido em quatro movimentos que permanecem ligados pela sua história e pelo mesmo objetivo (que é, nas palavras de Papus, "a reabilitação do homem"):
1. Martinesismo a doutrina judaico-cristã e prática  teúrgico fundada por J. Martinez de Pasqually em 1761 e que se materializou em 1767 com a criação da sua Ordem;
2. O Santo martinismo, uma filosofia fundada por Louis-Claude de Saint-Martin (secretário Martinez de Pasqually) em 1775 (ele participou de reuniões de lições Lyon) embora pudesse ser eliminados em Willermoz da maçonaria Francesa e ele não criou nenhuma Ordem;
3. O willermozismo (e a rectificado rito escocês), um rito maçónico fundado por Jean Batista Willermoz em 1778. De acordo com Michele Moramarco, que estudaram a relação entre martinismo e maçonaria, também se pode identificar uma forma de maçónico martinismo em rituais "rose + Croix" de Rito Filosófico Italano (1909);
4. Ordem [Ordem Martinista | Ordem Martinista]], Ordem fundada por Papus em 1891; derivam dos  Ordem Martinista Sinarquista, fundada por Victor Blanchard em 1920, a Tradicional Ordem Martinista, fundada por Augustin Chaboseau e Victor-Émile Michelet em 1931.

## Primórdios do martinismo
As obras de Saint Martin são de extrema importância para o martinismo, que se encontrava em contacto com o antigo espírito da elite cultural de França, com tudo o que esta teria, potencialmente, de bom e de mau. Nestas, ele fala do caminho do Hommes de désir e do seu trabalho com vista a re-integração, através do processo da via cardíaca.
Saint-Martin foi inspirado pelas obras do sapateiro e filósofo alemão Jakob Böhme, que traduziu parcialmente para francês.
Depois de o seu trabalho ter, em "Erros e verdade" sido traduzido em 1782 por Matthias Claudius para o alemão, foi seguido por outros livros e escritos:
- L'Homme de désir - O buscador (1790)
- Ecce Homo - Eis o que um homem (1792)
- Le Nouvel Homme - O Novo Homem (1792)
- O crocodilo ou a luta entre o bem e o mal (1799)
- Le Ministère de l'homme-esprit - O ministério dos espíritos (1802)

Com a morte de Saint-Martin, em 1803, os seguidores de sua filosofia e Teosofia eram doravante designados por Martinistas. Saint-Martin, no entanto, deixou claro que o seu círculo de partilha de conhecimentos no domínio espiritual não era um círculo iniciático, mas sim um círculo de partilha de conhecimento espiritual, a jeito de tertúlia. Pediu sistematicamente a Jean Baptiste Willermoz, por volta de 1790 para sair da maçonaria para se concentrar individualmente no seu processo de conexão espiritual com o transcendente e na sua transmissão de conhecimentos. Contudo, as ideias de Saint Martin viriam a influenciar que Gérard Encausse quer Agustin Chaboseau, no seu processo de restauração dos ensinamentos de Saint Martin, a partir do momento em que tomam conhecimento de que poderiam ter herdado iniciação directa de Saint Martin, facto este que nunca foi provado historicamente e que precisa, para todos os efeitos, de um sentido claro de desambiguação Guimet Museum (Fr:. Musée Guimet). Augustin Chaboseau ficou

## As três formas de iniciação
O martinismo pode ser dividido em três formas através das quais pode ser cronologicamente transmitido:
- Os Elus-Cohens ou Elus Coëns. (Cohen é o equivalent em Hebraico a “sacerdote” e Elus significa “eleito” ou “escolhido.) Este foi a primeira definição explícita do processo teúrgico, a través do qual o processo de ‘reintegração’ podia ser obtido. Os Elus-Cohens foram fundados por Martinez de Pasqually, que foi mestre de Saint-Martin. Os Elus-Cohens cessaram a sua existência algures no final do século XVIII e inícios do século XIX, tendo sido restituídos no século XX por Robert Ambelain, e existe hoje em dia dentro de várias ordens Martinistas. Consta-se que a Ordre Kabbalistique De La Rose Croix, possui uma ordem interna, que recria a tradição Elus-Cohen, individualmente, e separadamente do contexto do martinismo, que operam em território Espanhol.

No mais alto dos três graus da ordem dos elus-choen, conhecido como shrine, consiste ele mesmo nos três graus a partir do qual o mais alto seria o Master Reau-Crois, evocação das entidades pertencentes ao plano Divino aí carregado. Isto torna claro que os Elus-Cohen seriam não meramente uma order mística, mas também uma ordem mágica. A evocação incluir elementos de magia cerimonial e teurgia, usando elementos da Chave de Salomão, incluindo círculos, nomes de anjos, horas planetárias e símbolos. As operações mágicas dos graus mais baixos tinham como propósito estabelecer contacto entre o operador e o Mundo Invisível. Havia também lugar a processos de expulsão demoníaca, nomeadamente exorcismos, que tinham como propósito combater magia negra.
- O ”Rito Escocês Retificado” ou ‘’’Chevaliers Bienfaisants de la Cité-Sainte’’’ (CBCS). Isto fora inicialmente um rito maçónico, uma reforma do Rito de Estrita Observância que, nos seus graus mais altos, usa rituais do tipo maçónico para ilustrar a filosofia que jaz tanto no martinismo como nas práticas dos Elus Cohens. O CBCS foi fundado no final do século XVIII por Jean-Baptiste Willermoz, que era discípulo de Martinez de Pasqually e amigo de Saint-Martin. O CBCS conseguiu sobreviver e ser uma prática continuada desde a sua fundação até aos dias recentes, com uma recente tradição de iniciação feminina desde o século XIX.
- O “martinismo” de Louis-Claude de Saint-Martin, uma tradição mística cuja ênfase é colocada na prática da meditação e do processo de transmutação alquímicó-espiritual. Saint-Martin desaprovou que estas práticas fossem chamadas de martinismo pelos seus contemporâneos, preferindo o termo ‘via cardíaca’, como forma de obtenção de re-integração. Saint-Martin não terá estabelecido uma ordem, mas antes criado pequenos círculos de estudo à sua volta, nos quais estas práticas eram transmitidas.

A herança seria re-organizada na 'Ordre Martiniste' em 1886 por Augustin Chaboseau e Gérard Encausse (também conhecido como Papus).[carece de fontes?]. A tramitação regular do martinismo a estas duas figuras não terá ainda sido academicamente provada.

## Willermoz e o Rito Escocês Rectificado
Jean-Baptiste Willermoz (mascido e, 1730, Lyon, França (ano de obituário 1824 - Lyon), foi iniciado na maçonaria aos 20 anos de idade numa loja que operava sob os auspícios do Estrita Observância. Foi iniciado nos Elus-Cohen em 1767, atingindo a dada altura o grau mais alto da Ordem, sendo designado por de Pasqually como Juiz Superior," um dos mais importantes oficiais superiores.
Preocupado com o dicidente após a ordem de mortede de Pasqually, Willermoz em 1778, junto com mais outros dois Juízes Superires, formularam a ideia de criar dois graus adicionais para a Província de Auvergne de Estrita Observância, que exemplificavam a filosofia, através de práticas teúrgicas, dos Elus-Cohens, enquanto trabalhavam com os Cavaleiros Templários-orientaram o rito maçónico. O nome do rito mudou para Cavaleiros Benfeitores da Cidade Santa (CBCS). A estrutura dos vários graus era:
1. Aprendiz
2. Companheiro
3. Mestre
4. Mestre Escocês
5. Aprendiz de Escudeiro
6. Cavaleiro Benfeito da Cidade Santa
7. Cavaleiro professado
8. Grande Cavaleiro Professo

Tendo reformado o ramo francês da ordem, Willermoz em 1782 conseguiu persuadir o ramo materno alemão a adotar as suas reformas — embora sem encontrar uma oposição considerável contrária de outros ramos da Estrita Observância, como os Ilumindados de Baviera de Adam Weishaupt.
A Revolução Francesa restringiu as atividades dos CBCS (Cavaleiros Benfeitores da Cidade Santa), em França, embora o rito tenha sido preservado na Suíça. Hoje, o CBCS, ou Rite Escocês Retificado, tem vários "grandes priorados" em todo o mundo: Suíça, EUA, Espanha, Portugal e Brasil, com diferentes jurisdições centradas à volta de diferentes estruturas, bem como lojas em muitos lugares, da Itália ao Brasil e à Romênia.<ref> Arquivos do Grande Priorado da América, CBCS </ ref>

### Ver Também
- Brahman Ātman